# Državna cesta D64
Die Državna cesta D64 (kroatisch für Nationalstraße D64) ist eine Hauptstraße in Kroatien.

## Verlauf
Die Straße beginnt im Westen in Pazin (italienisch Pisino, deutsch auch Mitterburg) an der Državna cesta D48, kreuzt die Autobahn Autocesta A8 und führt über Gračišće (italienisch: Gallignana) und Kršan (italienisch: Chersano) nach Osten, bis sie an der Državna cesta D66 rund 11 km nördlich von Labin (italienisch: Albona) endet.
Die Länge der Straße beträgt 26,9 km.